# Lovetsj (stad)
Lovetsj (Bulgaars: Ловеч) is een stad in Bulgarije met 32.363 inwoners (op 31 december 2018). De stad ligt aan beide zijden van de rivier de Osam. De stad is gelegen in het Balkangebergte en is de hoofdstad van de gelijknamige oblast.

## Bevolking
Op 31 december telt de gemeente Lovetsj 43.242 inwoners, waarvan 32.363 in de stad Lovetsj en 10.879 in 34 dorpen op het platteland. Aan het einde van de negentiende eeuw telde de stad Lovetsj zo’n 7.000 inwoners. Dit aantal nam constant toe, vooral vanwege migratie uit omliggende plattelandsgebieden. Het inwonersaantal van de stad bereikte in 1991 een hoogtepunt met 51.945 inwoners. Sindsdien neemt het bevolkingsaantal in een rap tempo af, vooral vanwege emigratie door de verslechterde economische situatie in Noordoost-Bulgarije, maar ook vanwege denataliteit. De gemeente heeft een urbanisatiegraad van 75%.
| 7.008 | 8.421 | 9.420 | 11.829 | 17.901 | 30.951 | 43.967 | 48.882 | 48.262 | 44.146 | 36.600 | 32.363 |

#### Bevolkingssamenstelling
In de stad Lovetsj wonen vooral Bulgaren (95%). De Bulgaarse Turken (3%) en de Roma (1%) vormen de belangrijkste minderheden. In de gemeente Lovetsj vormen Bulgaren 93%, Bulgaarse Turken 5% en Roma 1%. De Bulgaarse Turken wonen vooral in de dorpen Malinovo (64%), Aleksandrovo (33%) en Tsjavdartsi (31%). De Roma wonen daarentegen vooral in het dorp Skobelevo (19%) en het dorp Bahovitsa (10%). De overige nederzettingen worden uitsluitend bewoond door etnische Bulgaren.
| stad Lovetsj     | 32.706  | 919   | 411   |
| gemeente Lovetsj | 43.223  | 2.321 | 665   |
| oblast Lovetsj   | 118.346 | 4.337 | 5.705 |

## Geboren
- Ivaylo Petev (1975), Bulgaars voetballer en voetbalcoach

## Galerij

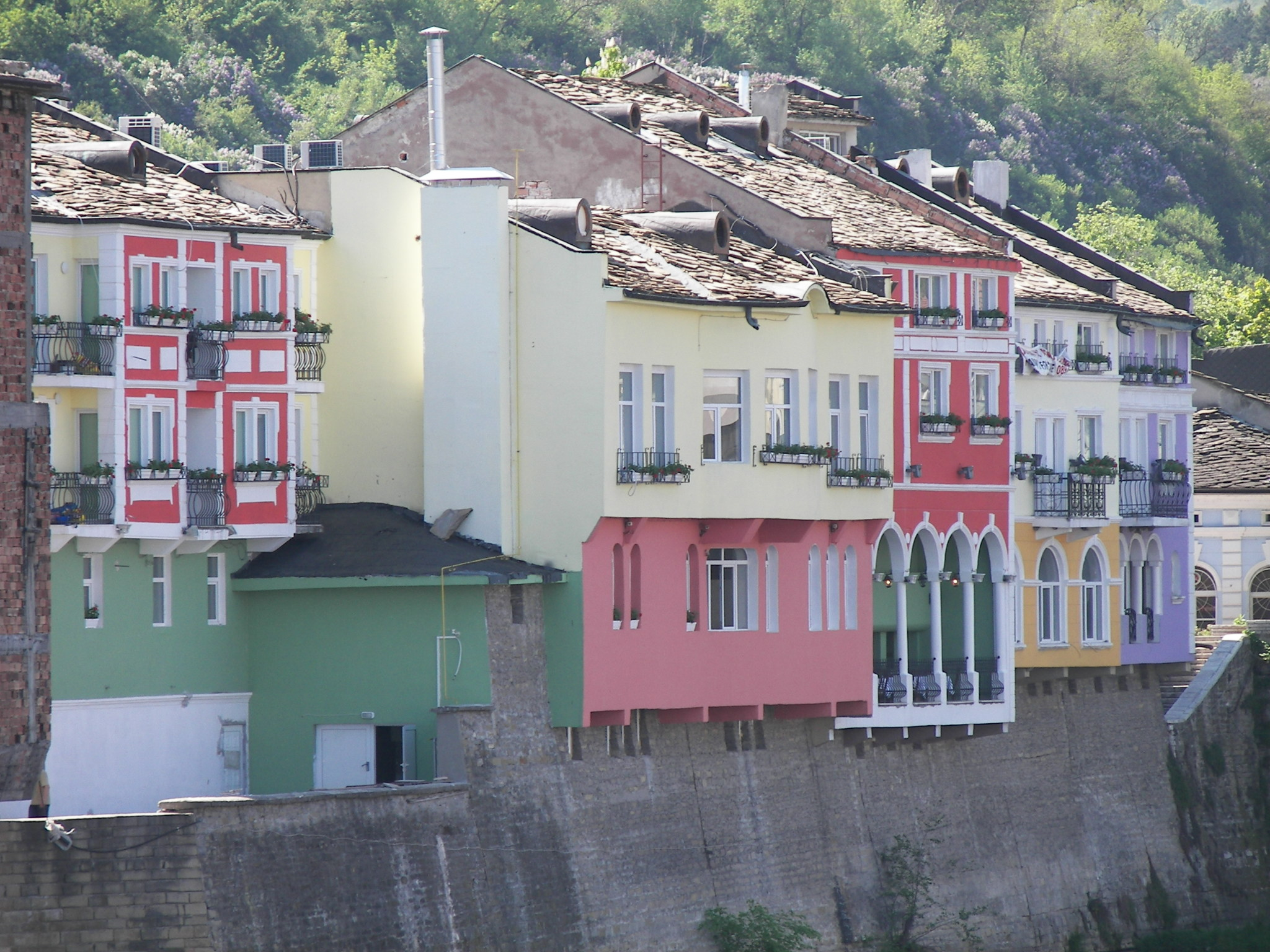
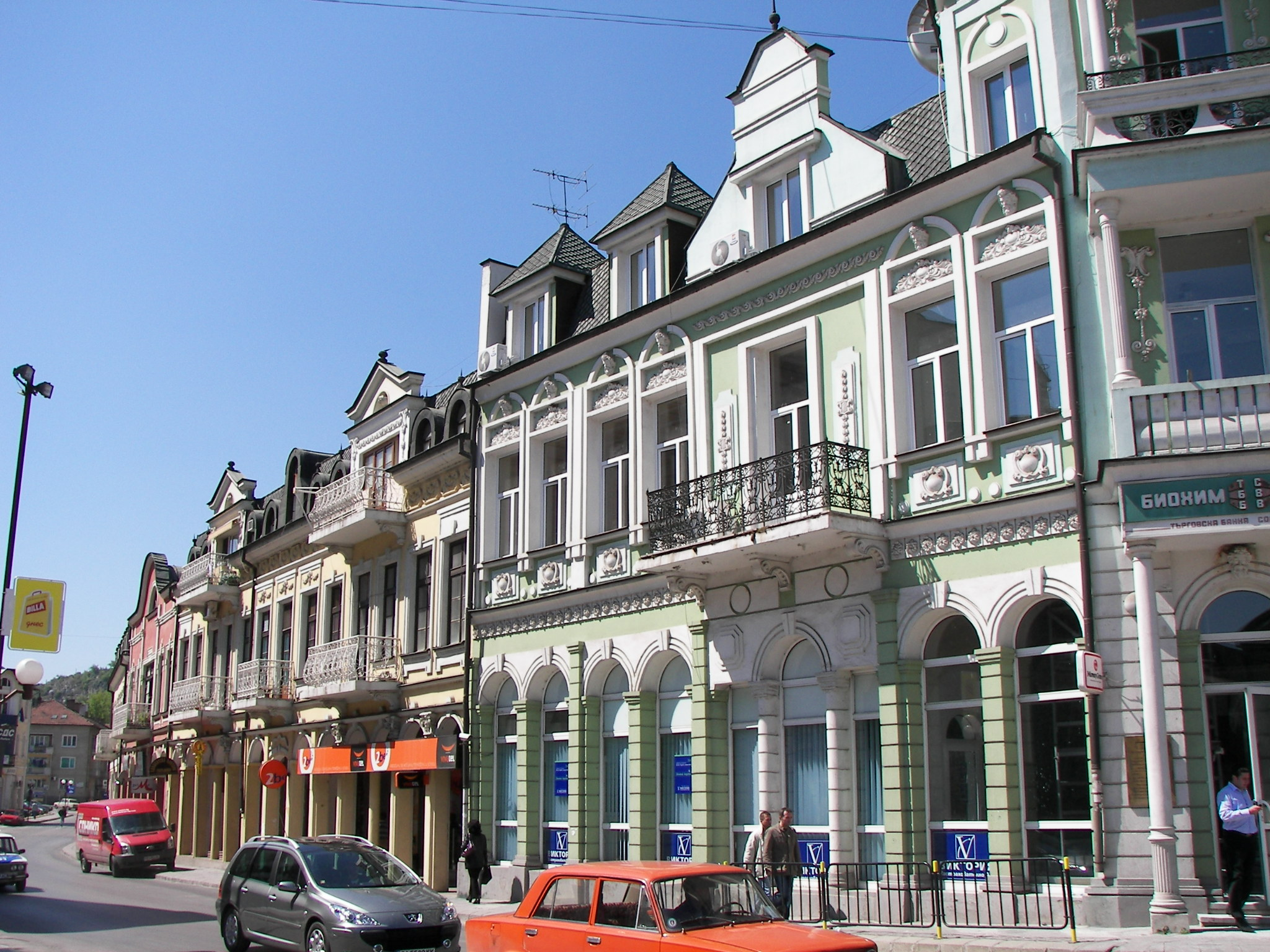
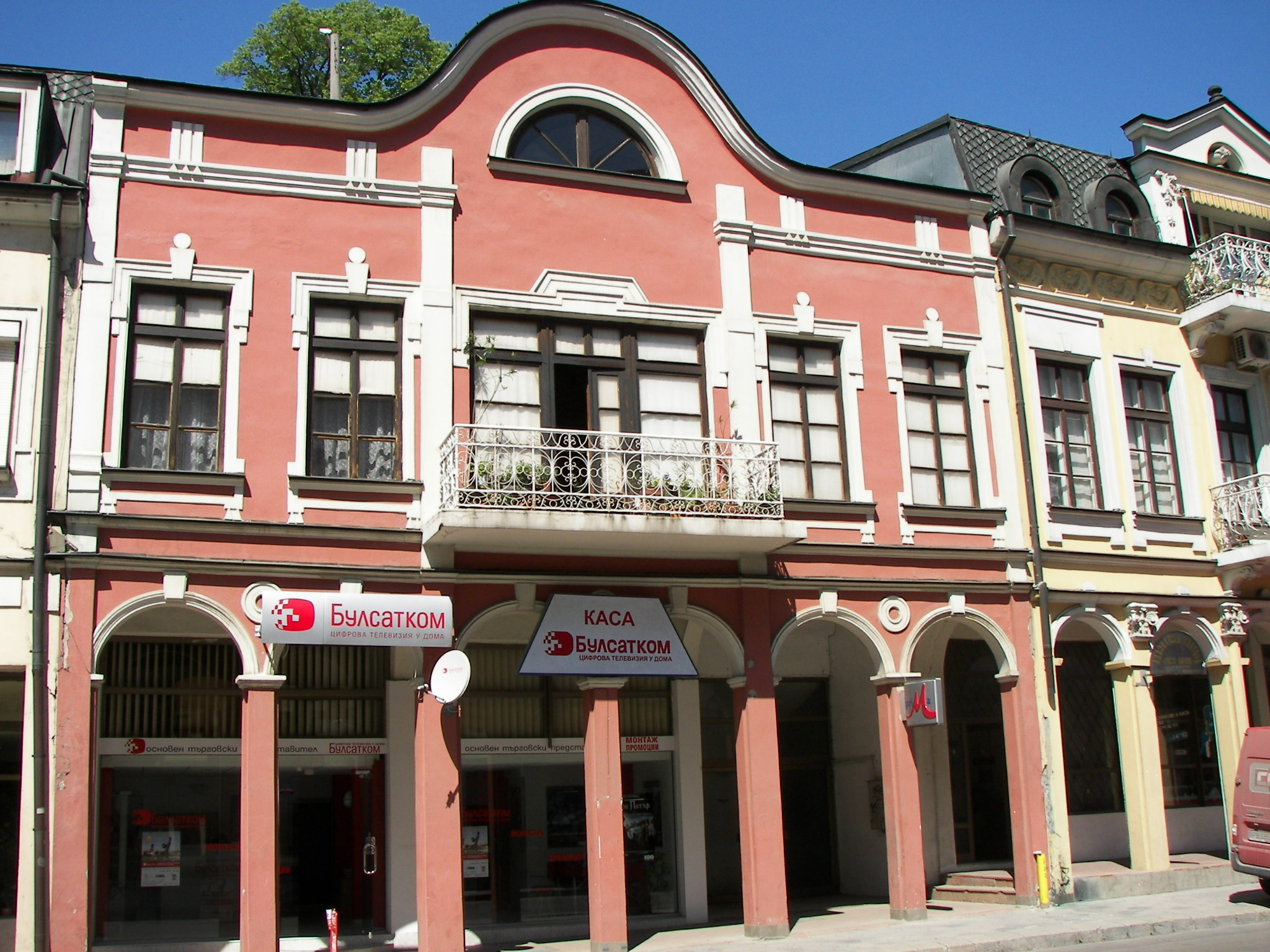
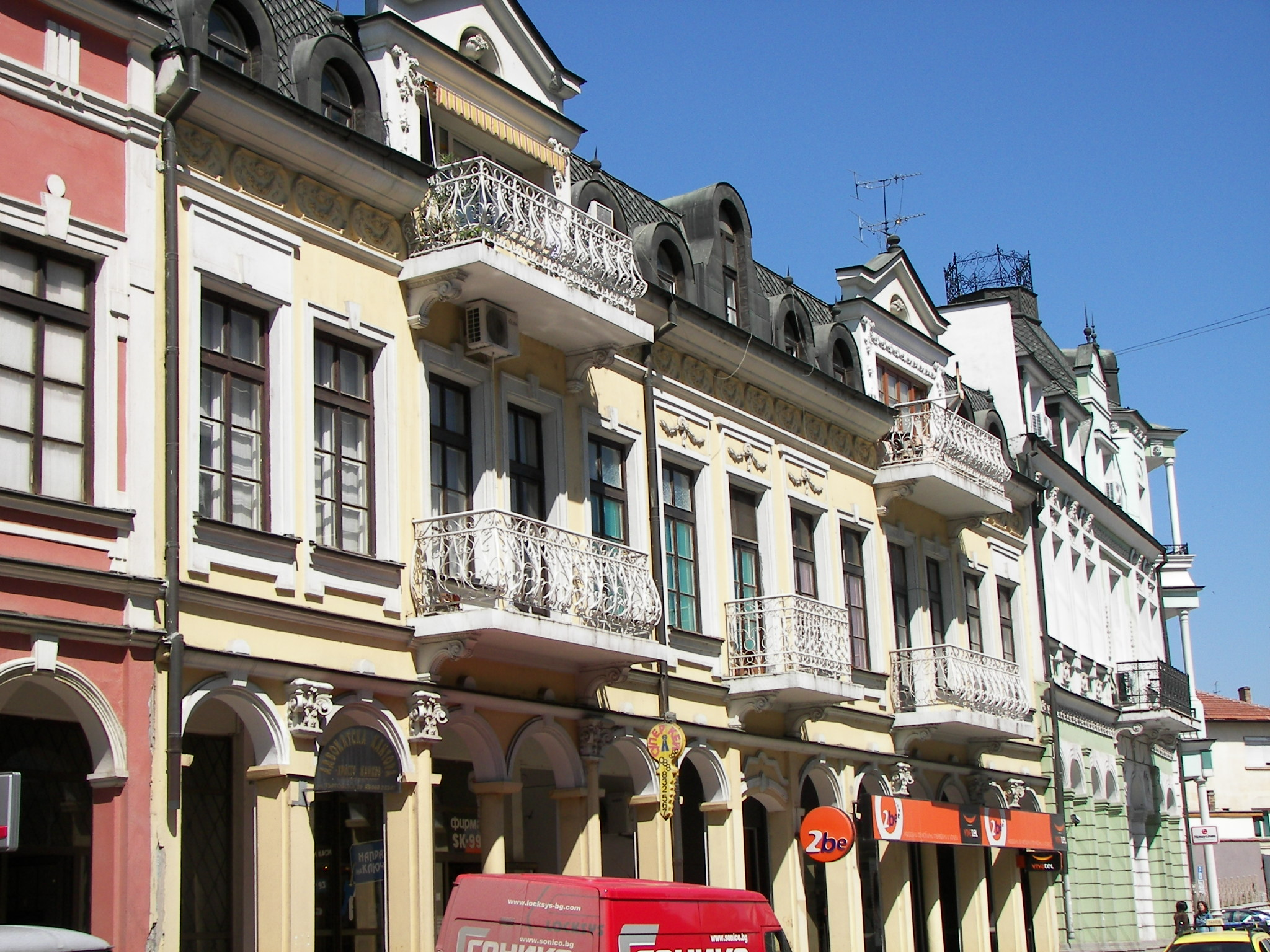